# La nuit sera calme
La nuit sera calme est un roman de Romain Gary publié le 7 mai 1974 aux éditions Gallimard. Il prend la forme d'entretiens fictifs.

## Historique
Ce livre prend la forme d'un entretien fictif avec François Bondy, ami d'enfance de l'auteur, narrant les années où Romain Gary servait dans les Forces françaises libres puis ses débuts dans la carrière diplomatique. François Bondy donna son accord pour n'être qu'un « prête-nom » à cette œuvre littéraire dont Gary fut intégralement l'auteur tant pour les réponses que les questions. L'humour de Gary se manifeste notamment lors de son transfert de son premier poste en Suisse à son nouveau poste « chez les fous » à l'ONU en 1947. À l'ONU, il rencontre Teilhard de Chardin, personnalité qui le marquera profondement.

## Éditions
- La nuit sera calme, éditions Gallimard, 1974,  (ISBN 2070290395)